# 夏勤 (1892年)

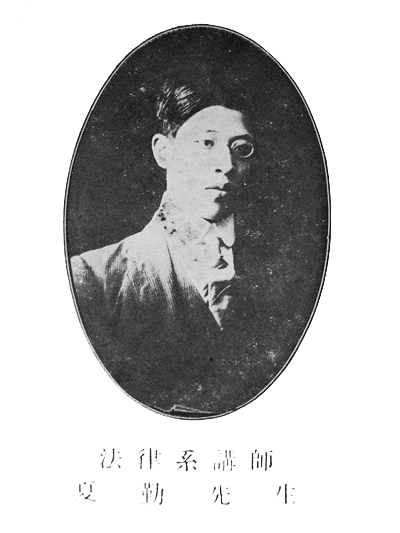

夏勤（1892年—1950年），原名夏惟勤，字敬民，一字竞民，江苏泰州人。中华民国法学家、司法官员。

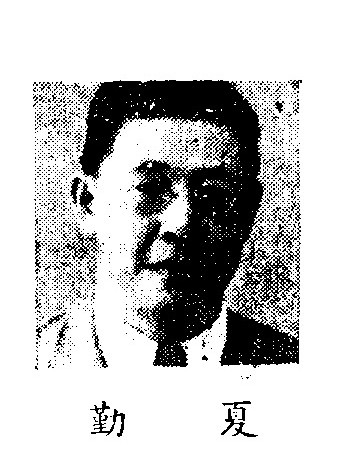
出席制憲國民大會的夏勤

## 生平
夏勤未满周岁时，父亲逝世，自幼由长兄夏惟默抚养长大。16岁时，夏勤考入北京国立京师法政大学堂。在校期间，受到该学堂总教习江庸、教习汪有龄、大理院院长余棨昌的赏识。20岁时，夏勤赴日本中央大学留学，毕业后在东京帝国大学刑事法学研究室研究刑法。1917年归国后，任京师地方检察厅检察官。此后，夏勤历任京师高等审判厅庭长、大理院推事、总检察厅检察官、首席检察官。
1927年8月，夏勤任国民政府法制局编审，1928年任最高法院刑二庭庭长、法官惩戒委员会委员。1932年后，任司法院中央公务员惩戒委员。
抗日战争爆发后，夏勤随国民政府来到重庆，1938年转任司法行政部常务次长。1941年起，任司法官考试典试委员。1945年2月，任最高法院院长兼刑事庭庭长。他还曾先后兼任北京大学、国立中央大学、中央政治大学、陆军将官训练班、司法院法官训练所等单位的教授，并任高等考试典试委员，曾任高等考试法官、考试典试委员会委员长。1948年，夏勤当选为行宪国民大会代表，同年7月被免去最高法院院长职务。1949年3月，李宗仁任代总统时，夏勤成为司法院七位大法官之一。
第二次国共内战末期，夏勤赴香港。1950年，夏勤因患糖尿病在香港逝世。

## 著作
- 《法学通论》
- 《刑法总论》
- 《刑法各论》
- 《刑法分则》
- 《刑法政策学》
- 《指纹学》
- 《刑事诉讼法》
- 《刑事诉讼法要论》
- 《刑事诉讼法实用》
- 《刑事诉讼法释义》
- 《指信法》